# Anna Worsley Russell
Anna Worsley Russell (* November 1807 in Bristol; † 11. November 1876 in Kenilworth) war eine britische Botanikerin. Sie gilt als eine der fähigsten Botanikerinnen ihrer Zeit. Ihr botanisch-mykologisches Autorenkürzel lautet A.W.Russell.

## Biographie
Anna Worsley Russell, im November 1807 in Arno’s Vale, Bristol, geboren, war die Tochter eines Zuckerraffineriearbeiters und hatte mindestens sechs Geschwister. Aufgewachsen in einer intellektuellen Unitarier-Familie wurde ihr Interesse an Naturgeschichte von früher Kindheit an gefördert. Während Russells Interesse anfangs den Insekten galt, wuchs mit der Zeit ihr Interesse an Botanik, möglicherweise geprägt durch ihren Schwager, den Amateur-Botaniker Thomas Butler.
Seit sie 1835 zu dem von H.C. Watson herausgegebenen New Botanist's Guide  eine lange Liste seltener Pflanzen aus der Region Bristols beigesteuert hatte, gewann ihre wissenschaftliche Arbeit Anerkennung, auch durch den Bekanntheitsgrad des Herausgebers. 1839 veröffentlichte sie mit dem ebenfalls verwandten Botaniker Joseph Bunny eine 31 Seiten lange Liste zu den Blütenpflanzen der Region Newbury, den sogenannten Catalogue of Plants, found in the Neighbourhood of Newbury. Etwa um diese Zeit begann sie Pilze und Moose zu erforschen, und als sie Mitglied der Botanical Society of London wurde, spendete sie dieser eine große Anzahl von Moosproben.
Sie heiratete 1844 im Alter von 37 Jahren den Botaniker Frederick Russell, mit dem sie bereits seit einigen Jahren verschiedene Exkursionen unternommen hatte. Nach ihrem Umzug nach Kenilworth begann sie dort das Studium der Mykologie. 1868 erschien im Journal of Botany ihre Liste seltener Pilzspezies aus der Gegend Kenilworths. In dieser Periode fertigte sie eine Sammlung 730 detaillierter Zeichnungen von Pilzen, die heute im British Museum of Natural History zu sehen ist.
Nach ihrem Tod am 11. November 1876 ging ihre Vogeleiersammlung sowie ihr Herbarium an das Birmingham and Midlands Institute.